# Хансен, Йенс Йорген
Йенс Йорген Ранкенберг Хансен (дат. Jens Jørgen Rankenberg Hansen; 4 января 1939, Струэр, Рингкёбинг — 2 января 2022, Струэр, Центральная Ютландия) — датский футболист, защитник, и тренер. Всю карьеру провёл в «Эсбьерге». Он представлял сборную Дании, в составе которой принял участие в чемпионате Европы 1964 года.

## Биография
Хансен дебютировал за «Эсбьерг» в июне 1958 года в домашнем матче против «АБ Гладсаксе». С тех пор стал основным игроком команды 1960-х. Свой последний матч сыграл 9 мая 1972 года против «Оденсе», его команда проиграла со счётом 4:0. Он сыграл 417 матчей во всех соревнованиях за «Эсбьерг», с которым он выиграл четыре чемпионата Дании и Кубок Дании 1964 года.
За сборную Данию Хансен дебютировал 28 октября 1962 года в матче чемпионата Северной Европы против Швеции, его команда проиграла со счётом 2:4. В 1964 году он играл на чемпионате Европы. Дания заняла последнее, четвёртое место (тогда в плей-офф Евро выходили только четыре команды), а Хансен сыграл в обоих матчах: против СССР и Венгрии. В последний раз он играл в сборной 21 апреля 1971 года, в квалификационном раунде Олимпийских игр со Швейцарией, Дания проиграла 1:2. С 1962 по 1970 год он сыграл за сборную 39 матчей (с учётом матча олимпийского отбора со Швейцарией).
После ухода со спорта Хансен в 1972 году некоторое время работал тренером «Эсбьерга».
Хансен умер 2 января 2022 года в возрасте 82 лет.

## Статистика

### Матчи Хансена за сборную Дании
| Матчи Хансена за сборную Дании | Матчи Хансена за сборную Дании | Матчи Хансена за сборную Дании | Матчи Хансена за сборную Дании | Матчи Хансена за сборную Дании | Матчи Хансена за сборную Дании      |
| ------------------------------ | ------------------------------ | ------------------------------ | ------------------------------ | ------------------------------ | ----------------------------------- |
| №                              | Дата                           | Соперник                       | Счёт                           | Голы Хансена                   | Соревнование                        |
| 1                              | 28 октября 1962                | Швеция                         | 2:4                            | —                              | Чемпионат Северной Европы 1960—1963 |
| 2                              | 3 июня 1963                    | Финляндия                      | 1:1                            | —                              | Чемпионат Северной Европы 1960—1963 |
| 3                              | 23 июня 1963                   | Румыния                        | 2:3                            | —                              | Олимпийские игры 1964 (отбор)       |
| 4                              | 29 июня 1963                   | Албания                        | 4:0                            | —                              | Чемпионат Европы 1964 (отбор)       |
| 5                              | 15 сентября 1963               | Норвегия                       | 4:0                            | —                              | Чемпионат Северной Европы 1960—1963 |
| 6                              | 6 октября 1963                 | Швеция                         | 2:2                            | —                              | Чемпионат Северной Европы 1960—1963 |
| 7                              | 30 октября 1963                | Албания                        | 0:1                            | —                              | Чемпионат Европы 1964 (отбор)       |
| 8                              | 3 ноября 1963                  | Румыния                        | 3:2                            | —                              | Олимпийские игры 1964 (отбор)       |
| 9                              | 28 ноября 1963                 | Румыния                        | 1:2                            | —                              | Олимпийские игры 1964 (отбор)       |
| 10                             | 4 декабря 1963                 | Люксембург                     | 3:3                            | —                              | Чемпионат Европы 1964 (отбор)       |
| 11                             | 10 декабря 1963                | Люксембург                     | 2:2                            | —                              | Чемпионат Европы 1964 (отбор)       |
| 12                             | 18 декабря 1963                | Люксембург                     | 1:0                            | —                              | Чемпионат Европы 1964 (отбор)       |
| 13                             | 17 июня 1964                   | СССР                           | 0:3                            | —                              | Чемпионат Европы 1964               |
| 14                             | 28 июня 1964                   | Швеция                         | 1:4                            | —                              | Чемпионат Северной Европы 1964—1967 |
| 15                             | 9 июня 1965                    | Финляндия                      | 3:1                            | —                              | Чемпионат Северной Европы 1964—1967 |
| 16                             | 20 июня 1965                   | Швеция                         | 2:1                            | —                              | Чемпионат Северной Европы 1964—1967 |
| 17                             | 27 июня 1965                   | СССР                           | 0:6                            | —                              | Чемпионат мира 1966 (отбор)         |
| 18                             | 5 июля 1965                    | Исландия                       | 3:1                            | —                              | Товарищеский матч                   |
| 19                             | 26 сентября 1965               | Норвегия                       | 2:2                            | —                              | Чемпионат Северной Европы 1964—1967 |
| 20                             | 17 октября 1965                | СССР                           | 1:3                            | —                              | Чемпионат мира 1966 (отбор)         |
| 21                             | 27 октября 1965                | Греция                         | 1:1                            | —                              | Чемпионат мира 1966 (отбор)         |
| 22                             | 1 декабря 1965                 | Уэльс                          | 2:4                            | —                              | Чемпионат мира 1966 (отбор)         |
| 23                             | 30 мая 1966                    | Турция                         | 0:0                            | —                              | Товарищеский матч                   |
| 24                             | 21 июня 1966                   | Португалия                     | 1:3                            | —                              | Товарищеский матч                   |
| 25                             | 26 июня 1966                   | Норвегия                       | 0:1                            | —                              | Чемпионат Северной Европы 1964—1967 |
| 26                             | 18 сентября 1966               | Финляндия                      | 1:2                            | —                              | Чемпионат Северной Европы 1964—1967 |
| 27                             | 21 сентября 1966               | Венгрия                        | 0:6                            | —                              | Чемпионат Европы 1968 (отбор)       |
| 28                             | 26 октября 1966                | Израиль                        | 3:1                            | —                              | Товарищеский матч                   |
| 29                             | 6 ноября 1966                  | Швеция                         | 1:2                            | —                              | Чемпионат Северной Европы 1964—1967 |
| 30                             | 24 мая 1967                    | Венгрия                        | 0:2                            | —                              | Чемпионат Европы 1968 (отбор)       |
| 31                             | 3 июня 1970                    | Финляндия                      | 1:1                            | —                              | Чемпионат Северной Европы 1968—1971 |
| 32                             | 25 июня 1970                   | Швеция                         | 1:1                            | —                              | Чемпионат Северной Европы 1968—1971 |
| 33                             | 7 июля 1970                    | Исландия                       | 0:0                            | —                              | Товарищеский матч                   |
| 34                             | 2 сентября 1970                | Польша                         | 0:5                            | —                              | Товарищеский матч                   |
| 35                             | 23 сентября 1970               | Норвегия                       | 0:1                            | —                              | Чемпионат Северной Европы 1968—1971 |
| 36                             | 14 октября 1970                | Португалия                     | 0:1                            | —                              | Чемпионат Европы 1972 (отбор)       |
| 37                             | 11 ноября 1970                 | Шотландия                      | 0:1                            | —                              | Чемпионат Европы 1972 (отбор)       |
| 38                             | 25 ноября 1970                 | Бельгия                        | 0:2                            | —                              | Чемпионат Европы 1972 (отбор)       |
| 39                             | 21 апреля 1971                 | Швейцария                      | 1:2                            | —                              | Олимпийские игры 1972 (отбор)       |

Итого: 39 матчей / 0 голов; 8 побед, 10 ничьих, 21 поражение.